# صحبة رائعة

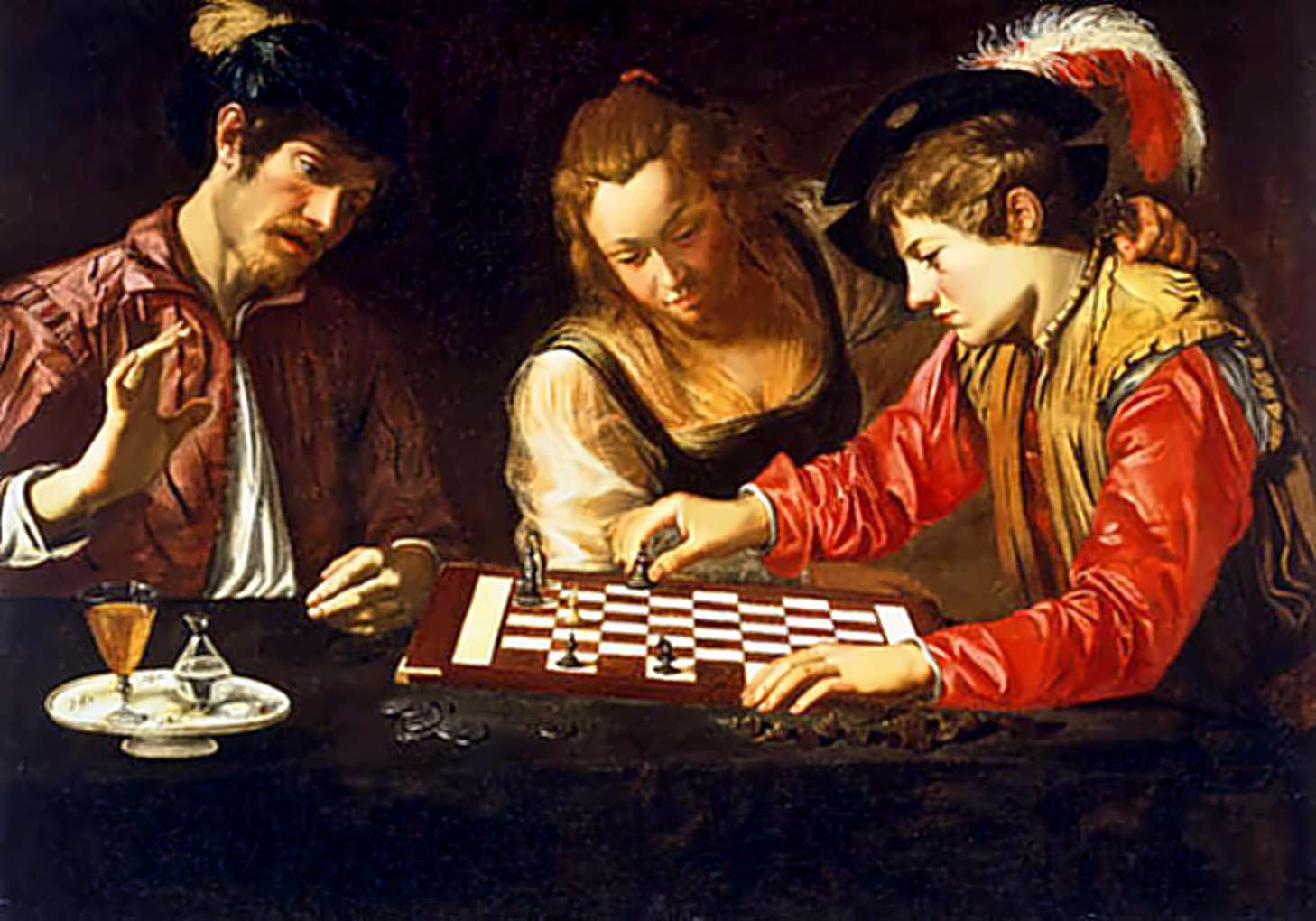
مدرسة كارافاجيو

صحبه رائعة هو المصطلح في تاريخ الفن للوحة، عادةً من القرن السابع عشر، تظهر مجموعة صغيرة من الأشخاص يستمتعون بأنفسهم، وعادة ما يجلسون مع المشروبات الكحولية، وغالبًا ما يصنعون الموسيقى.  هذه المشاهد هي نوع شائع جدًا من اللوحات الفنية في العصر الذهبي الهولندي والباروك الفلمنكي ؛  تشير التقديرات إلى أن ما يقرب من ثلثي مشاهد النوع الهولندي تُظهر أشخاصًا يشربون الكحول.

المصطلح هو الترجمة المعتادة للغة الهولندية ويتم كتابته بأحرف كبيرة عند استخدامه كعنوان لعمل وأحيانًا كمصطلح للنوع.  قد يتم تعيين المشاهد في المنزل أو الحديقة أو الحانة وتتنوع التجمعات من مجموعات مهذبة في ديكورات داخلية غنية إلى مجموعات من الرجال المخمورين مع البغايا.  التجمعات المهذبة نسبيًا والمرتدية ملابس باهظة الثمن مع عدد مماثل من الرجال والنساء غالبًا ما تكون واقفين وقد تسمى صحبه أنيقه أو رفقة الشجعان بينما من المرجح أن تستخدم تلك التجمعات التي تظهر أشخاصًا من الواضح أنهم فلاحون هذه الكلمة في ألقابهم. كانت مثل هذه الموضوعات في الرسم أكثر شيوعًا في الفن الهولندي بين عامي 1620 و 1670 تقريبًا

## نطاق المصطلح
تم الإشارة بوضوح إلى الدعارة في هذا المشهد من قبل جيرارد فان هونثورست عام 1623 مكتملة بالوكيلة المسنة والانقسام المنخفض وغطاء الرأس المصنوع من الريش على الفتاة الثانية.
أبراهام فان دين هيكن صحبه رائعة في حانة 1640
إن تعريف صحبه رائعة بعيد كل البعد عن الصرامة ويتداخل مع عدة أنواع أخرى من الرسم.  قد تستعير صور المجموعات العائلية أو الهيئات مثل شركات الميليشيات أسلوب تكوين غير رسمي منها ولكن يتم استبعاد الأعمال التي كان من المفترض أن تمثل فيها الأرقام أفرادًا محددين.  يوجد عادة ما بين أربعة وعشرات من الشخصيات المعروضة والتي تشمل عادة كلا من الرجال والنساء ولكنها قد تتكون فقط من الرجال وربما مع الخادمات كما هو موضح في بيتويك.  الأوصاف الهولندية المعاصرة للوحات من قوائم الجرد وكتالوجات المزادات وما شابه ذلك استخدم بلا شك تعسفيًا إلى حد ما مصطلحات أخرى للتركيبات المماثلة بما في ذلك بيوتين بارتي حفلة خارجية أو نزهة كورتيكارجي غرفة ثكنة أو مشهد حجرة الحراسة  بارديلجن مشهد بارديلو وبليدكين أو بليدين أو مودرن صورة بها شخصيات صغيرة أو شخصيات حديثة

غالبًا ما تُستخدم الحفلة الموسيقية أوالحفلة الموسيقية عندما تعزف بعض الشخصيات الرئيسية على آلات موسيقية. وبوجه عام يمكن الإشارة إلى هذه الأعمال باسم" لوحات الشركة أو مواضيع الشركة ولكن لا ينبغي الخلط بين هذا وبين لوحة الشركة الهندية   وهو أسلوب ترعاه شركة الهند الشرقية البريطانية يمكن إرجاع عدد قليل من العناوين المستخدمة للوحات من النوع الذي يعود للقرن السابع عشر إلى الفنان  إن وجدت تلك التي تستخدمها المتاحف ومؤرخو الفن اليوم قد تُستمد من سجل في المصدر أو تكون مكونة في  العصور الحديثة

من المحتمل أن تحتوي اللوحات التي تُظهر احتفالات محددة مثل حفلات الزفاف أو الاحتفالات الخاصة بـ اثني عشر ليلة أو الاحتفال الرئيسي بمنتصف الشتاء في هولندا أو لعب ألعاب معينة على عناوين متعلقة بهذه الاحتفالات حيث لا يزال الموضوع واضحًا على سبيل المثال لوحة لجودفريد شالكين 1670-1670 مجموعة رويال معروفة من سيرته الذاتية لتلميذه أرنولد هوبراكن لتمثيل لعبة سيدة  تعال إلى الحديقة وهي تحمل عنوانًا على الرغم من قواعد هذا  غير معروفين الآن ولكن من الواضح أنها تنطوي على خلع الملابس على الأقل من قبل بعض المشاركين الذكور في لي مين جاو اليد الساخنة تعرض المشاركون الذكور للتو للضرب  اللوحات التي تُظهر حكاية الابن الضال في مرحلته الضالة، تُصوَّر على أنها مشاهد شركة مرح من نوع بيت الدعارة  على الرغم من أنها غالبًا ما تكون أكبر  كما كان متوقعًا من لوحة تاريخية